# Conocybe percincta
Conocybe percincta är en svampart som beskrevs av P.D. Orton 1960. Conocybe percincta ingår i släktet Conocybe och familjen Bolbitiaceae.   Inga underarter finns listade i Catalogue of Life.